# Hebron (Nebraska)
Hebron je grad u američkoj saveznoj državi Nebraska. Prema popisu stanovništva iz 2010. u njemu je živjelo 1,579 stanovnika.